# Daïra de Debila
La daïra de Debila est une daïra d'Algérie située dans la wilaya d'El Oued et dont le chef-lieu est la ville éponyme de Debila.

## Localisation
La daïra est située au centre de la wilaya d'El Oued.

## Communes de la daïra
La daïra est composée de deux communes : Debila, Hassani Abdelkrim.